# داني موريس
داني موريس (بالبرتغالية: Danny Morais‏) (29 يونيو 1985 ببورتو أليغري في البرازيل - ) هو لاعب كرة قدم برازيلي في مركز الدفاع. لعب مع بوتافوغو ريغاتاس ونادي الاتفاق ونادي إنترناسيونال ونادي باهيا ونادي شابيكوينسي ونادي سانتا كروز.

## روابط خارجية
- داني موريس على موقع دوري كوريا الجنوبية (الإنجليزية)
- داني موريس على موقع قاعدة بيانات كرة القدم.إي يو (الإنجليزية)
- داني موريس على موقع Soccerway.com (الإنجليزية)